# Союз концертных деятелей Санкт-Петербурга
Межрегиональный Союз концертных деятелей (прежнее наименование — Союз концертных деятелей Санкт-Петербурга) — Межрегиональный творческий союз. Союз объединяет более 1500 артистов разных жанров, сценаристов, режиссёров, балетмейстеров, организаторов концертов Санкт-Петербурга и Ленинградской области. В Союзе — четыре народных артиста СССР: Ю. Х. Темирканов, В. А. Чернушенко, Л. П. Филатова и Э. С. Пьеха, двадцать пять народных артистов и деятелей искусств РФ, несколько сотен лауреатов международных и отечественных конкурсов.

## История создания
Союз концертных деятелей Ленинграда был образован 13 апреля 1989 года. Организационный комитет под председательством Владимира Степановича Логутенко (генерального директора объединения «Ленконцерт») провёл учредительную конференцию, где был избран первый Председатель Союза концертных деятелей народный артист СССР Юрий Хатуевич Темирканов.
Деятельность союза заинтересовала концертных исполнителей в разных уголках России. Через два года они объединились в Союз концертных деятелей Российской Федерации. Юрий Темирканов стал председателем СКД РФ, а народный артист СССР Аскольд Анатольевич Макаров (1925—2000) — председателем Союза концертных деятелей Ленинграда.
РОО «Союз концертных деятелей Санкт-Петербурга» зарегистрирована 25 декабря 1991 года. Регистрирующая организация — Управление Министерства Российской Федерации по налогам и сборам по Санкт-Петербургу
Сегодня Союз объединяет более 1200 артистов разных жанров, сценаристов, режиссёров, балетмейстеров, организаторов концертов.
В Союзе — четыре народных артиста СССР: Ю. Х. Темирканов, В. А. Чернушенко, Л. П. Филатова и Э. С. Пьеха, двадцать пять народных артистов и деятелей искусств РФ, несколько сотен лауреатов международных и отечественных конкурсов.

## Расположение
Санкт-Петербург, Думская ул., 1/3

## Правление
- В настоящее время председателем Межрегионального Союза концертных деятелей является Шепелева Людмила Павловна, заслуженный работник культуры РФ.

## Деятельность
- Содействие развитию концертного дела
- Защита профессиональных, гражданских, социальных прав концертных исполнителей, организаторов концертного дела и концертных деятелей
- Деятельность по организации и постановке театральных и оперных представлений, концертов и прочих сценических выступлений
- Деятельность в области искусства
- Организация гастрольно-концертной деятельности
- Организация фестивалей, концертов, международных культурных проектов, мастер-классов
- Зрелищно-развлекательная деятельность
- Деятельность по организации отдыха и развлечений, культуры и спорта
- Деятельность в области художественного, литературного и исполнительского творчества
- Издательская и полиграфическая деятельность, тиражирование записанных носителей информации
- Благотворительная деятельность

## Проекты
- Открытый конкурс популярной музыки «Смыслы XXI века»
- Фестиваль «Имена Петербурга»